# Championnats d'Afrique d'haltérophilie 2024
Navigation
Édition précédente
Les Championnats d'Afrique d'haltérophilie 2024 se déroulent du 2 au 10 février 2024 à Ismaïlia (Égypte). 90 haltérophiles de 14 nations participent à cette compétition.

## Médaillés
Les médaillés sont les suivants :

### Femmes
| Épreuve     | Or                             | Argent                            | Bronze                           |       |       |
| 45 kg       | 45 kg                          | 45 kg                             | 45 kg                            | 45 kg | 45 kg |
| ----------- | ------------------------------ | --------------------------------- | -------------------------------- | ----- | ----- |
| Arraché     | Nadia Katbi 55 kg              | Non attribuée                     | Non attribuée                    |       |       |
| Épaulé-jeté | Nadia Katbi 65 kg              | Non attribuée                     | Non attribuée                    |       |       |
| Total       | Nadia Katbi 120 kg             | Non attribuée                     | Non attribuée                    |       |       |
| 49 kg       |                                |                                   |                                  |       |       |
| Arraché     | Rosina Randafiarison 74 kg     | Nedal Eltantawy 73 kg             | Maha Fajreslam 68 kg             |       |       |
| Épaulé-jeté | Rosina Randafiarison 95 kg     | Maha Fajreslam 86 kg              | Nedal Eltantawy 80 kg            |       |       |
| Total       | Rosina Randafiarison 169 kg    | Maha Fajreslam 154 kg             | Nedal Eltantawy 153 kg           |       |       |
| 55 kg       |                                |                                   |                                  |       |       |
| Arraché     | Israa Bejaoui 75 kg            | Eya Aouadi 74 kg                  | Alexandra Mundell 74 kg          |       |       |
| Épaulé-jeté | Eya Aouadi 91 kg               | Israa Bejaoui 88 kg               | Alexandra Mundell 85 kg          |       |       |
| Total       | Eya Aouadi 165 kg              | Israa Bejaoui 163 kg              | Alexandra Mundell 159 kg         |       |       |
| 59 kg       |                                |                                   |                                  |       |       |
| Arraché     | Rafiatu Folashade Lawal 95 kg  | Adijat Adenike Olarinoye 94 kg    | Anneke Spies 83 kg               |       |       |
| Épaulé-jeté | Rafiatu Folashade Lawal 119 kg | Adijat Adenike Olarinoye 115 kg   | Anneke Spies 104 kg              |       |       |
| Total       | Rafiatu Folashade Lawal 214 kg | Adijat Adenike Olarinoye 209 kg   | Anneke Spies 197 kg              |       |       |
| 64 kg       |                                |                                   |                                  |       |       |
| Arraché     | Chaima Rahmouni 93 kg          | Aya Amerane 74 kg                 | Lydia Nakidde 67 kg              |       |       |
| Épaulé-jeté | Chaima Rahmouni 114 kg         | Aya Amerane 98 kg                 | Dounia Lahriouech 88 kg          |       |       |
| Total       | Chaima Rahmouni 207 kg         | Aya Amerane 172 kg                | Lydia Nakidde 154 kg             |       |       |
| 71 kg       |                                |                                   |                                  |       |       |
| Arraché     | Joy Ogbonne Eze 104 kg         | Ketty Lent 99 kg                  | Jawaher Gesmi 82 kg              |       |       |
| Épaulé-jeté | Joy Ogbonne Eze 130 kg         | Ketty Lent 119 kg                 | Jawaher Gesmi 105 kg             |       |       |
| Total       | Joy Ogbonne Eze 234 kg         | Ketty Lent 218 kg                 | Jawaher Gesmi 187 kg             |       |       |
| 76 kg       |                                |                                   |                                  |       |       |
| Arraché     | Neama Said 100 kg              | Amira Elkady 90 kg                | Rkia Sabihi 84 kg                |       |       |
| Épaulé-jeté | Neama Said 130 kg              | Amira Elkady 107 kg               | Zeineb Maghraoui 106 kg          |       |       |
| Total       | Neama Said 230 kg              | Amira Elkady 197 kg               | Rkia Sabihi 189 kg               |       |       |
| 81 kg       |                                |                                   |                                  |       |       |
| Arraché     | Sara Ahmed 113 kg              | Jeanne Gaëlle Eyenga 96 kg        | Shams Abdelazim 85 kg            |       |       |
| Épaulé-jeté | Sara Ahmed 140 kg              | Jeanne Gaëlle Eyenga 127 kg       | Non attribuée                    |       |       |
| Total       | Sara Ahmed 253 kg              | Jeanne Gaëlle Eyenga 223 kg       | Non attribuée                    |       |       |
| 87 kg       |                                |                                   |                                  |       |       |
| Arraché     | Fatma Ahmed 104 kg             | Samar Hussein (d) 103 kg          | Rayssa Diffack Ma-Atemkeng 85 kg |       |       |
| Épaulé-jeté | Fatma Ahmed 104 kg             | Rayssa Diffack Ma-Atemkeng 85 kg  | Non attribuée                    |       |       |
| Total       | Fatma Ahmed 234 kg             | Rayssa Diffack Ma-Atemkeng 192 kg | Non attribuée                    |       |       |
| +87 kg      |                                |                                   |                                  |       |       |
| Arraché     | Halima Abbas 117 kg            | Estelle Adèle Momeni 87 kg        | Amina Yahia Mamoune 86 kg        |       |       |
| Épaulé-jeté | Halima Abbas 145 kg            | Estelle Adèle Momeni 108 kg       | Amina Yahia Mamoune 100 kg       |       |       |
| Total       | Halima Abbas 262 kg            | Estelle Adèle Momeni 195 kg       | Amina Yahia Mamoune 186 kg       |       |       |

### Hommes
| Épreuve     | Or                                 | Argent                             | Bronze                                |       |       |
| 61 kg       | 61 kg                              | 61 kg                              | 61 kg                                 | 61 kg | 61 kg |
| ----------- | ---------------------------------- | ---------------------------------- | ------------------------------------- | ----- | ----- |
| Arraché     | Mohamed Amine Bouhajbha 118 kg     | Abdelrahman Ibrahim Mansour 117 kg | Noureldin Zaky 114 kg                 |       |       |
| Épaulé-jeté | Abdelrahman Ibrahim Mansour 144 kg | Noureldin Zaky 140 kg              | Jebali Sajir Mahmoud 138 kg           |       |       |
| Total       | Abdelrahman Ibrahim Mansour 261 kg | Noureldin Zaky 254 kg              | Mohamed Amine Bouhajbha 253 kg        |       |       |
| 67 kg       |                                    |                                    |                                       |       |       |
| Arraché     | Akram Chekhchoukh 130 kg           | Ayoub Salem 129 kg                 | Maraj Tubal 115 kg                    |       |       |
| Épaulé-jeté | Akram Chekhchoukh 150 kg           | Ayoub Salem 148 kg                 | Mohamed Shalabi 146 kg                |       |       |
| Total       | Akram Chekhchoukh 280 kg           | Ayoub Salem 277 kg                 | Maraj Tubal 256 kg                    |       |       |
| 73 kg       |                                    |                                    |                                       |       |       |
| Arraché     | Karem Ben Hnia 145 kg              | Edidiong Umoafia (en) 144 kg       | Ahsaan Shabi 138 kg                   |       |       |
| Épaulé-jeté | Karem Ben Hnia 175 kg              | Ahmed Naser 173 kg                 | Ahsaan Shabi 171 kg                   |       |       |
| Total       | Karem Ben Hnia 320 kg              | Edidiong Umoafia (en) 314 kg       | Ahsaan Shabi 309 kg                   |       |       |
| 81 kg       |                                    |                                    |                                       |       |       |
| Arraché     | Abdelrahman Younes Elsayed 157 kg  | Slim Bechini 145 kg                | Mohammed Alzintani 143 kg             |       |       |
| Épaulé-jeté | Abdelrahman Younes Elsayed 180 kg  | Mohammed Alzintani 173 kg          | Hamza Ben Amor 172 kg                 |       |       |
| Total       | Abdelrahman Younes Elsayed 337 kg  | Mohammed Alzintani 316 kg          | Hamza Ben Amor 314 kg                 |       |       |
| 89 kg       |                                    |                                    |                                       |       |       |
| Arraché     | Karim Abokahla (en) 170 kg         | Faris Touairi (en) 152 kg          | Roger Brest Sokoudjou Sinetang 130 kg |       |       |
| Épaulé-jeté | Karim Abokahla (en) 211 kg         | Faris Touairi (en) 180 kg          | Roger Brest Sokoudjou Sinetang 156 kg |       |       |
| Total       | Karim Abokahla (en) 381 kg         | Faris Touairi (en) 332 kg          | Roger Brest Sokoudjou Sinetang 286 kg |       |       |
| 96 kg       |                                    |                                    |                                       |       |       |
| Arraché     | Ahmed Abuzriba 152 kg              | Said Alioua 140 kg                 | Hermann Junior Ngaina II (d) 122 kg   |       |       |
| Épaulé-jeté | Ahmed Abuzriba 182 kg              | Said Alioua 181 kg                 | Hermann Junior Ngaina II (d) 160 kg   |       |       |
| Total       | Ahmed Abuzriba 334 kg              | Said Alioua 321 kg                 | Hermann Junior Ngaina II (d) 282 kg   |       |       |
| 102 kg      |                                    |                                    |                                       |       |       |
| Arraché     | Mahmoud Hassan 170 kg              | Yasser Salem 167 kg                | Aymen Touairi 160 kg                  |       |       |
| Épaulé-jeté | Yasser Salem 208 kg                | Mahmoud Hassan 200 kg              | Junior Ngadja Nyabeyeu (en) 190 kg    |       |       |
| Total       | Yasser Salem 375 kg                | Mahmoud Hassan 370 kg              | Chris Reeders 284 kg                  |       |       |
| 109 kg      |                                    |                                    |                                       |       |       |
| Arraché     | Ragab Abdelhay (en) 165 kg         | Ezzeddine Maik Hammed 150 kg       | Non attribuée                         |       |       |
| Épaulé-jeté | Ragab Abdelhay (en) 190 kg         | Ezzeddine Maik Hammed 160 kg       | Non attribuée                         |       |       |
| Total       | Ragab Abdelhay (en) 355 kg         | Ezzeddine Maik Hammed 310 kg       | Non attribuée                         |       |       |
| +109 kg     |                                    |                                    |                                       |       |       |
| Arraché     | Walid Bidani 203 kg                | Bilal Bouamr 152 kg                | Non attribuée                         |       |       |
| Épaulé-jeté | Bilal Bouamr 185 kg                | Non attribuée                      | Non attribuée                         |       |       |
| Total       | Bilal Bouamr 337 kg                | Non attribuée                      | Non attribuée                         |       |       |